# ريان كورنس
ريان كورنس (بالإنجليزية: Ryan Carnes)‏ مواليد 6 ديسمبر 1982 في بيتسفيلد، إلينوي، الولايات المتحدة، هو ممثل أمريكي بدأ مسيرته الفنية عام 2004.

## الأعمال
- رسائل من إيوو جيما
- ربات بيوت يائسات
- سي اس آي: نيويورك
- سي إس آي: ميامي
- دكتور هو
- بونز
- إن سي آي إس
- سوبورغاتوري

## وصلات خارجية
- ريان كورنس على موقع IMDb (الإنجليزية)
- ريان كورنس على موقع ألو سيني (الفرنسية)
- ريان كورنس على موقع أول موفي (الإنجليزية)
- ريان كورنس على موقع إن إن دي بي (الإنجليزية)
- ريان كورنس على موقع قاعدة بيانات الفيلم (الإنجليزية)
- ريان كورنس على موقع كينوبويسك (الروسية)